# タカツルラン
タカツルラン（別名：ツルツチアケビ 学名： Erythrorchis altissima ）は、タカツルラン属に属する菌従属栄養植物である。つる性の多年草で、地上茎は著しく長く、スダジイなどの樹幹を這い登り、高さ5 ｍにもなる。

## 解説
種子島以南の琉球列島から台湾を経て東南アジア、ヒマラヤまで広く分布する。琉球では屋久島・種子島・口永良部島・トカラ列島・奄美大島・徳之島・伊平屋島・沖縄島・石垣島・西表島・与那国島から記録がある。
スダジイの優占する常緑広葉樹林に生育。赤褐色の地上茎には、退化して鱗片状になった葉と気根が対になって生じ、気根が付着根となって樹幹をよじのぼる。地上茎は多年化し、落花、結実後も伸長し続ける。過去には30 ｍ、36 ｍとの記録もある。内生菌の侵入を受けた菌根は、長根に多数の短根がついた特異な形状を示す。
多様な菌類と共生することが知られ、地中根からは担子菌門に属す様々な木材腐朽菌、それに外生菌根菌であるベニタケ属（Russula）も検出されている。着生する樹木は、生木からある程度分解の進んだ倒木まで様々であり、ホストの樹木内で生じる腐朽菌の遷移に対応しながら生育していると考えられている。
花序は茎の上方に腋生し円錐状に多数の花をつける。花被片は線状長楕円形、長さ1－1.5 cm、唇弁は船形で、上縁に細波状歯が、内面には肥厚したうねがあり、毛が固まって生えている。果実は赤熟する。口永良部島での観察によれば5 - 6月に開花し、その年の11月には赤い実が褐色に変わると同時に裂開しはじめる。

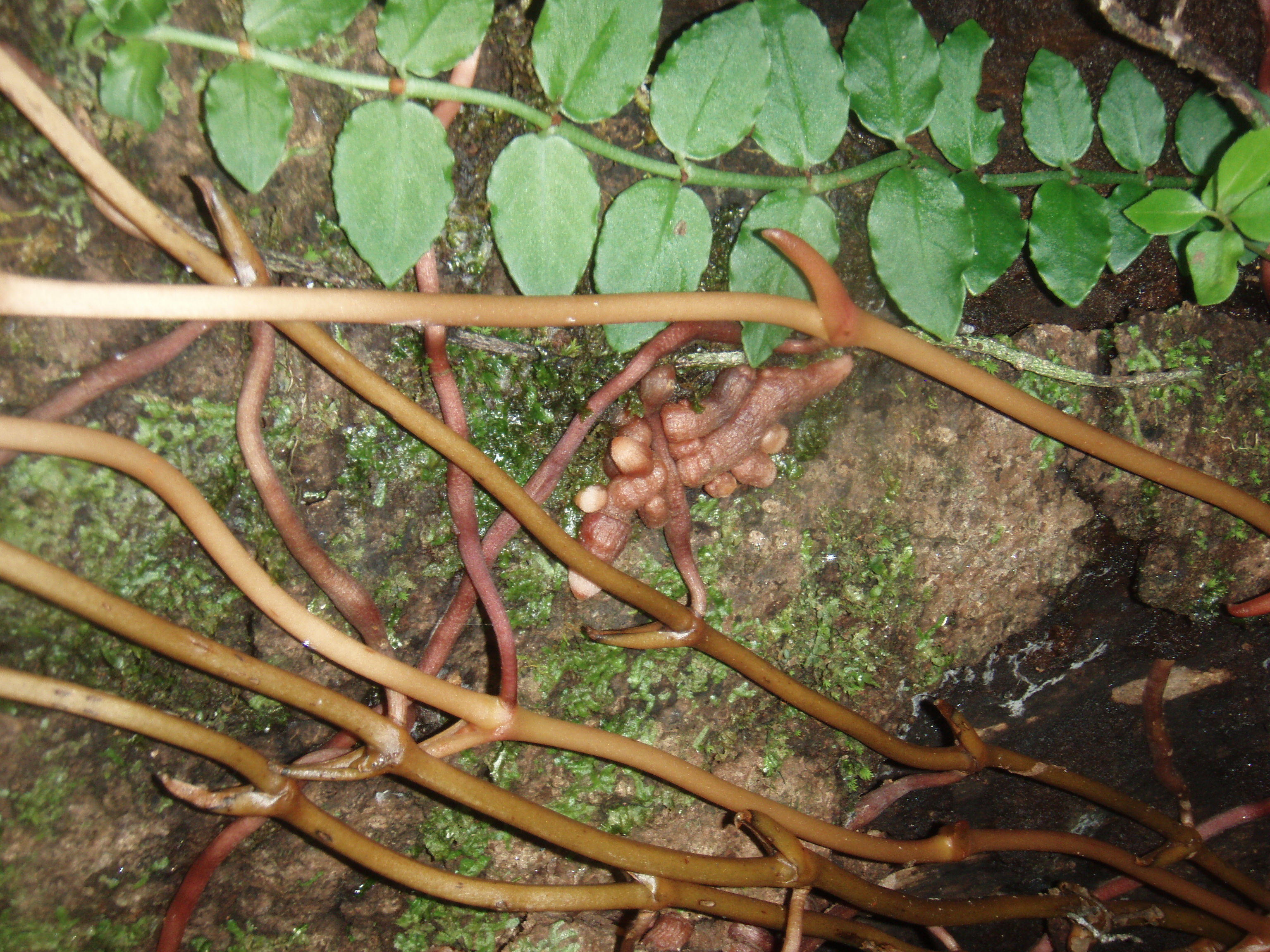
気根と葉
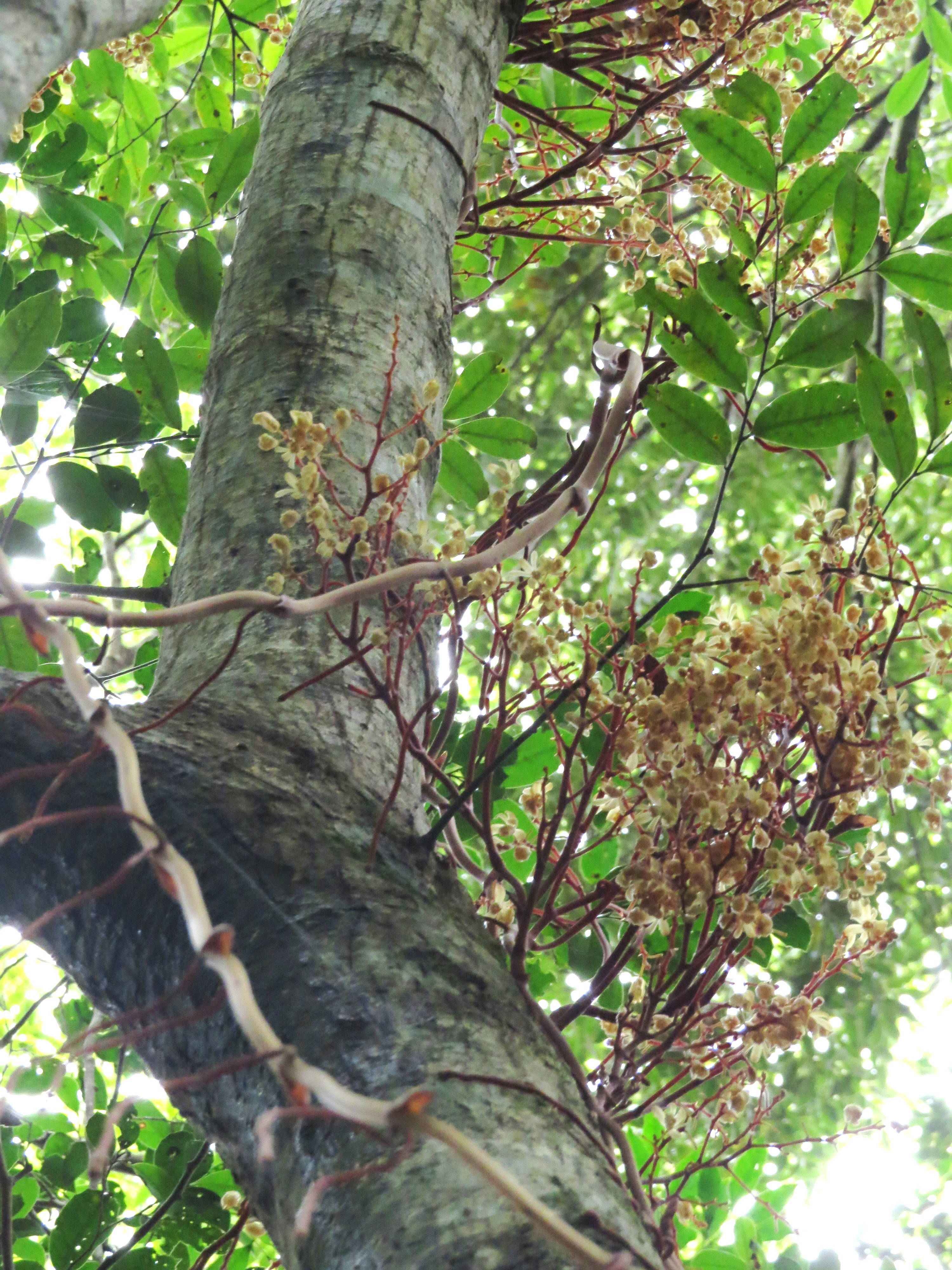
樹幹を這い上る

環境省の5次レッドリスト（2025年3月）ではCRと評価されている。
絶滅危惧IA類 (CR)（環境省レッドリスト）

## 分類
Erythrorchis属は1837年にCarl Ludwig Blumeによって立てられた。その名は古代ギリシャ語のerythros（赤の意味）と、orchis（ランの意味）とに由来する。本属にはタカツルランのほかもう一種Erythrorchis cassythoidesが属する。この種はオーストラリア北部および東部のユーカリ林に分布し、タカツルラン同様に緑葉を持たず、5ｍ以上の高さにも樹幹を上る菌従属栄養植物である。